# Kütahya-Kachel-Moschee

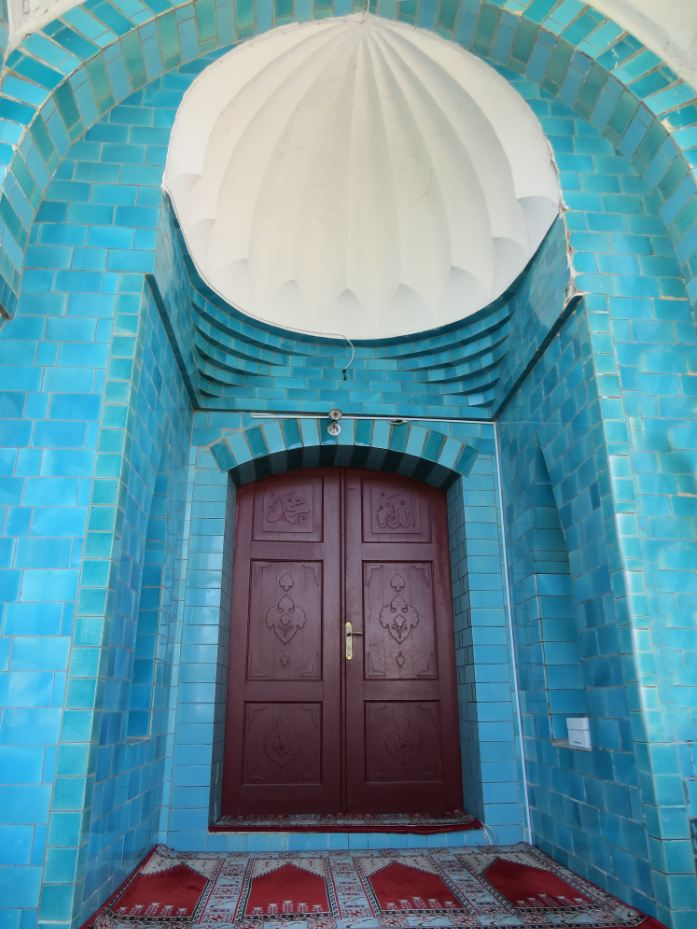
Portal der Kütahya-Kachel-Moschee

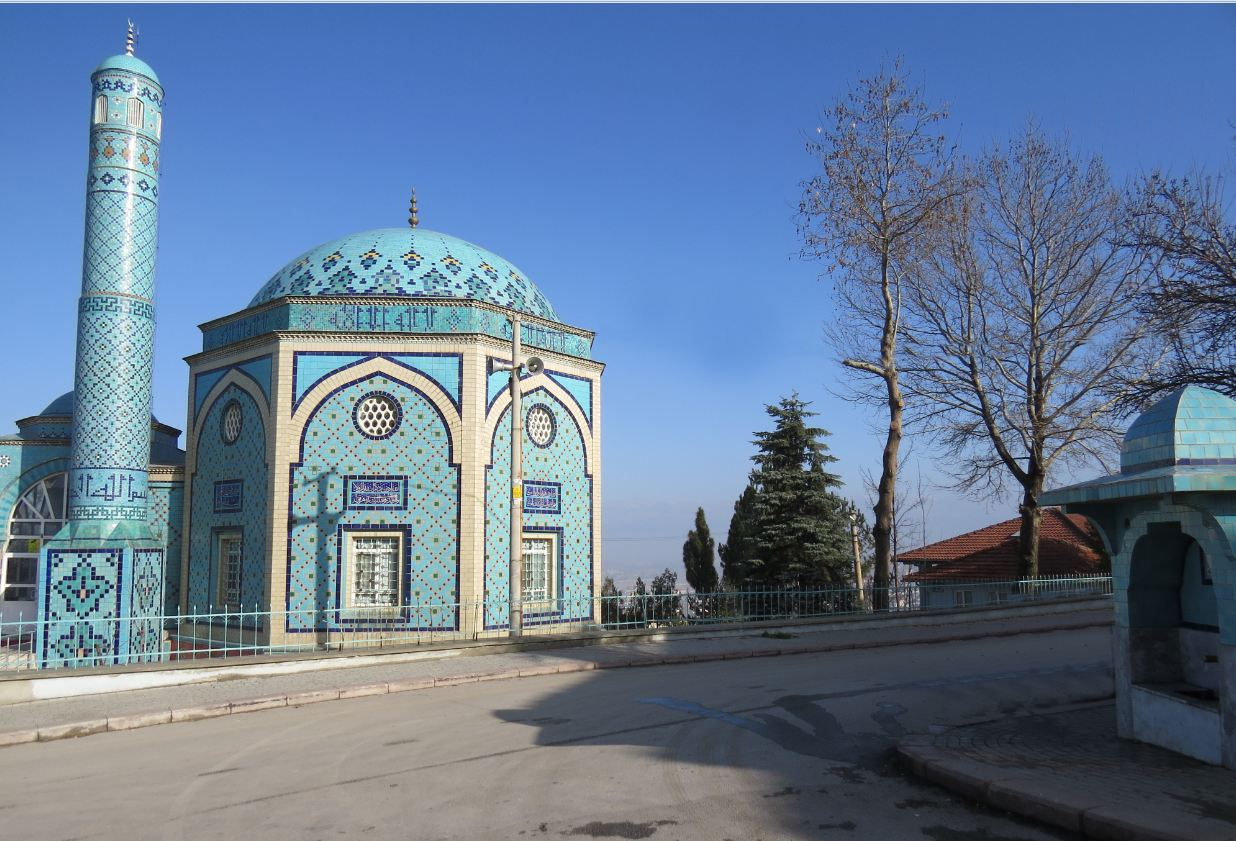
Außensicht

Die Kütahya-Kachel-Moschee (türk. Kütahya Çinili Cami) ist ein historisches religiöses Gebäude in der Stadt Kütahya, Türkei, das für seine Architektur und kunstvolle Kachelverzierung bekannt ist. Die Moschee gilt als ein Beispiel osmanischer Architektur und Kunstfertigkeit, insbesondere im Bereich der Fliesenkunst.

## Geschichte
Die Kütahya-Çinili-Moschee wurde im 16. Jahrhundert erbaut, während der Regierungszeit von Sultan Süleyman dem Prächtigen, als die osmanische Architektur ihren Höhepunkt erreichte. Der Bau der Moschee wurde von einem wohlhabenden lokalen Patron finanziert, wobei das genaue Datum ihrer Fertigstellung um 1560 liegt. Es wird angenommen, dass die Moschee von einem der bekanntesten osmanischen Architekten dieser Zeit entworfen wurde, obwohl der Name des Architekten in den historischen Aufzeichnungen nicht eindeutig belegt ist.
Die Moschee ist berühmt für ihre aus Kacheln bestehende Dekoration, die auf die Expertise der Kütahya-Keramiker und -Künstler zurückzuführen ist. Die Region Kütahya war zu dieser Zeit ein Zentrum der Fliesenproduktion, und die Moschee wurde mit einer Vielzahl von handgefertigten Kacheln verziert, die sowohl religiöse als auch florale Motive darstellen.

## Architektur
Die Kütahya-Çinili-Moschee ist ein Beispiel für osmanische Moscheenarchitektur. Die Moschee ist im typischen osmanischen Stil mit einer zentralen Kuppel und vier Halbkuppeln an den Ecken gebaut. Der Gebetsraum ist großzügig und offen, mit einer hohen Kuppel, die das Innere dominiert. Die Wände und Decken der Moschee sind reich mit farbigen Kacheln geschmückt, die geometrische Muster sowie Darstellungen von Blumen und arabischen Kalligraphien zeigen.
Die Fliesen, die in der Moschee verwendet werden, stammen hauptsächlich aus der Region Kütahya, die für ihre hohe Qualität und Vielfalt in der Fliesenkunst bekannt ist. Die Kacheln zeigen nicht nur religiöse Motive, sondern auch Szenen aus der osmanischen Kultur und Geschichte. Die Farben der Fliesen variieren von Blau- und Grüntönen bis hin zu tiefen Rot- und Brauntönen, was der Moschee ein lebendiges und gleichzeitig harmonisches Aussehen verleiht.
Die Moschee hat zwei Minarette, die symmetrisch auf beiden Seiten des Gebäudes stehen. Diese Minarette wurden im typischen osmanischen Stil errichtet und tragen zur majestätischen Erscheinung des Bauwerks bei.

## Restaurierung
Im Laufe der Jahre wurden verschiedene Restaurierungsarbeiten an der Moschee durchgeführt, um die Kacheln und die Struktur des Gebäudes zu erhalten. Besonders im 20. Jahrhundert wurden Anstrengungen unternommen, um die Fliesen und das Innere der Moschee vor den Auswirkungen von Zeit und Wetter zu schützen. Diese Restaurierungsprojekte haben dazu beigetragen, dass die Kütahya-Çinili-Moschee heute noch als ein prächtiges Beispiel osmanischer Architektur und Kunstwerke bewundert wird.

## Lage
Die Kütahya-Çinili-Moschee befindet sich im Zentrum der Stadt Kütahya, einer Provinzhauptstadt im Westen der Türkei, die für ihre Tradition in der Fliesenproduktion bekannt ist. Kütahya hat eine lange Geschichte und war während der osmanischen Zeit ein wichtiger kultureller und wirtschaftlicher Knotenpunkt.